# Пахалівка
Паха́лівка — село в Україні, у Зимогір'ївській міській громаді Алчевського району Луганської області. Населення становить 92 особи. До 2020 - орган місцевого самоврядування — Хорошенська сільська рада.
Знаходиться на тимчасово окупованій території України. 
Відповідно до Розпорядження Кабінету Міністрів України від 12 червня 2020 року № 717-р «Про визначення адміністративних центрів та затвердження територій територіальних громад Луганської області» увійшло до складу Зимогір'ївської міської громади.

## Географія
Село розташоване на лівому березі річки Лугані. Сусідні населені пункти: селище Фрунзе і село Дачне (вище за течією Лугані) на північному заході, села Бердянка, Весняне, Червоний Лиман на південному заході; Петровеньки на півдні, Хороше на південному сході (обидва нижче за течією Лугані).

## Населення

### Мова
Розподіл населення за рідною мовою за даними перепису 2001 року:
| Мова       | Кількість | Відсоток |
| ---------- | --------- | -------- |
| українська | 73        | 79.35%   |
| російська  | 19        | 20.65%   |
| Усього     | 92        | 100%     |

За даними перепису 2001 року населення села становило 92 особи, з них 79,35 % зазначили рідною українську мову, а 20,65 % — російську.

## Постаті
- Кононов Ілля Федорович (* 1955) — доктор соціологічних наук, професор. Заслужений діяч науки і техніки України.